# Innere Stadt (Viena)
Innere Stadt (literal Orașul dinăuntru) este centrul istoric al Vienei, situat în interiorul fostelor fortificații medievale, în locul cărora a fost construită în a doua jumătate a secolului al XIX-lea Ringstraße (Inelul sau Strada circulară). Innere Stadt este înscris în patrimoniul mondial UNESCO ca Centrul istoric al Vienei⁠(de)[traduceți].

## Politica

### Primar
Primar de sector este Markus Figl (ÖVP).

## Istoric
În  seara zilei de 2 noiembrie 2020 a avut loc un atac terorist în sectorul 1 din Viena (Bezirk 1 – Wien-Innere Stadt), (lângă clădirea sinagogii Stadttempel), în urma căruia s-au înregistrat 4 morți și 23 de răniți.